# Emmanuel Mathias
Emmanuel Mathias est un footballeur togolais né le 3 avril 1986 à Kaduna au Nigeria. Il joue au poste de défenseur au sein du club sud-africain de Mamelodi Sundowns Football Club. 
Il a joué la Coupe d'Afrique des nations de football 2006 en Égypte avec l'équipe du Togo de football.

## Carrière
- 2000-2003 : BCC Lions ( Nigeria)
- 2004-2005 : Étoile filante de Lomé ( Togo)
- 2005-2007 : Espérance sportive de Tunis ( Tunisie)
- 2007-2009 : El Gawafel sportives de Gafsa ( Tunisie)
- 2009-2012 : Hapoël Petah-Tikvah ( Israël)
- 2012-2013 : Heartland Football Club ( Nigeria)
- depuis 2013 : Mamelodi Sundowns Football Club ( Afrique du Sud)
  - mars 2014-déc. 2014 : ZESCO United ( Zambie) (prêt)